# Rüdiger Joppien
Rüdiger Joppien (* 3. März 1946 in Barkhausen) ist ein deutscher Kunsthistoriker. Von 1987 bis 2011 war er als Kurator für das Museum für Kunst und Gewerbe in Hamburg tätig.

## Leben und Wirken
Joppien wuchs in Hannover auf, wo er 1966 an der Lutherschule das Abitur ablegte. Seit dem Sommersemester 1966 studierte er an der Universität Köln Theaterwissenschaft im Hauptfach sowie Kunstgeschichte und Germanistik, später Anglistik, im Nebenfach. Vom Wintersemester 1968 bis Sommersemester 1970 studierte er an der Slade School of Fine Art des University College in London Kunst- und Filmgeschichte sowie Dekorations- und Kostümwesen. Im Mai 1972 erfolgte in Köln bei Rolf Badenhausen und Heinz Ladendorf die Promotion mit einer Dissertation über den britisch-französischen Maler und Bühnenbildner des 18. Jahrhunderts, Philippe-Jacques de Loutherbourg. Nach der Promotion ging er nach Australien, da ihn Bildzeugnisse von Entdeckungsreisen wie beispielsweise die von James Cook interessierten. 1975/76 war er „Visiting Fellow“ an der Australian National University in Canberra.
Von 1977 bis 1986 war Joppien wissenschaftlicher Mitarbeiter am Kunstgewerbemuseum Köln, anschließend von 1987 bis zur Pensionierung im März 2011 Kustos für Jugendstil und Moderne am Museum für Kunst und Gewerbe in Hamburg. Seit 2011 lehrt Joppien am Kunstgeschichtlichen Seminar der Universität Hamburg. 2009 wurde Joppien, der vorher Privatdozent war, der Titel Professor verliehen.
Seine Arbeitsgebiete betrafen Kunsthandwerk und Design sowie die Hamburger Kunstszene der 1920er Jahre. Zu den von ihm kuratierten Ausstellungen gehörten beispielsweise Tiffany, Lalique, Naum Slutzky, Friedrich Adler sowie 2006 Entfesselt: Expressionismus in Hamburg um 1920.
Der Kunsthistoriker ist mit der Schmuckkünstlerin Kathrin Joppien, mit der er mehrere Töchter hat, verheiratet und lebt in Hamburg.

## Veröffentlichungen (Auswahl)
- Die Szenenbilder Philippe Jacques de Loutherbourgs. Eine Untersuchung zu ihrer Stellung zwischen Malerei und Theater. Dissertation Köln 1972 (mit Lebenslauf S. 544 [unpaginiert]).
- Schmuck. Kunstgewerbemuseum der Stadt Köln, Köln 1981
- mit Anna Beatriz Chadour: Schmuck. Kunstgewerbemuseum der Stadt Köln. (= Kataloge des Kunstgewerbemuseums Köln Bd. 10). 2 Bände. Kunstgewerbemuseum der Stadt Köln, Köln 1985
- mit Bernard Smith: The Art of Captain Cook’s Voyages. Vier Bände, Oxford University Press, Melbourne 1985–1988
- Naum Slutzky. Ein Bauhauskünstler in Hamburg. 1894–1965. Museum für Kunst und Gewerbe, Hamburg 1995
- Hermann und Richard Mutz. Keramik des Jugendstils, Vorwort von Wilhelm Hornbostel. Katalog zur Ausstellung im Museum für Kunst und Gewerbe, Hamburg 2002
- Kunst und Handwerk. 125 Jahre Messe im Museum für Kunst und Gewerbe Hamburg. Museum für Kunst und Gewerbe, Hamburg 2004, ISBN 3-923859-61-9
- mit Ina Ewers-Schulz und Nils Jockel: Entfesselt. Expressionismus in Hamburg um 1920. Museum für Kunst und Gewerbe, Hamburg 2006, ISBN 978-3-923859-64-1
- mit Nora von Achenbach und Frank Hildebrandt: Zum Sammeln verführen. Hamburger Schätze. Wienand, Köln 2009, ISBN 978-3-86832-009-1
- mit Hans Bunge: Bauhaus in Hamburg: Künstler, Werke, Spuren. Dölling und Galitz, München, Hamburg 2019, ISBN 978-3-86218-123-0